# Constitution (Studentenverbindung)

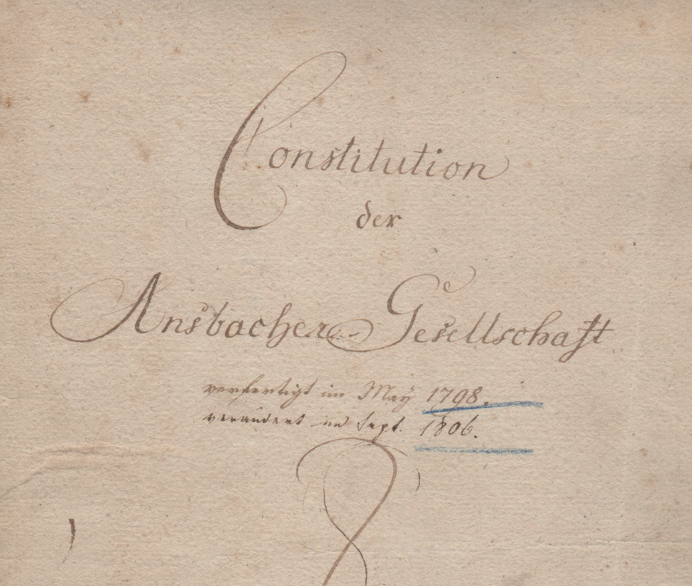
Constitution des Corps Onoldia (1798)

Die Constitution einer Studentenverbindung bildet ihre ideelle Grundlage (Verfassung). Zahlreiche Originaldokumente mit den Unterschriften der Gründer existieren noch nach 200 Jahren, damals war sie oft die einzige Gründungsurkunde.

## Vorgeschichte
Schon bei den Landsmannschaften alten Typs, losen Zusammenschlüssen von Studenten im 18. Jahrhundert, gab es Constitutionen, die jedoch noch sehr wenig Paragraphen enthielten und ausschließlich die notwendigsten formalen Fragen der Mitgliedschaft regelten. Auch von den Studentenorden, die in der zweiten Hälfte des 18. Jahrhunderts mit ihrer straffen Organisation die alten Landsmannschaften aushöhlten, ist diese Einrichtung überliefert. Diese Unterlagen wurden jedoch weitgehend geheim gehalten und liegen heute nicht mehr vor.

## Die neue Zeit
Mit dem Wechsel vom 18. Jahrhundert zum 19. Jahrhundert trat eine entscheidende Veränderung ein. Es war die Zeit nach der Französischen Revolution, die Phase der Napoleonischen Besetzung und der Befreiungskriege. Damals gründeten sich Verbindungen, die vollkommen neue Ansprüche an sich und ihre Mitstudenten stellten. Plötzlich waren an den Universitäten, an denen es bis dahin sehr rau zugegangen war, strenge Vorschriften in puncto Charakter und Benehmen gefragt. Hohe Ideale von Ehrenhaftigkeit und verbindlicher Freundschaft wurden aufgestellt und im Geiste des Idealismus in schriftliche Form gebracht. 
Genauso wie von den Herrschern infolge der Französischen Revolution schriftlich festgelegte Gesetze verlangt wurden, die Fürstenwillkür eindämmen sollten, begannen die Studenten die Ideale ihrer neuen Verbindungen ebenfalls auf Papier niederzulegen. Die neuen Constitutionen enthielten dann auch sehr viele Paragraphen, die sich idealistisch mit den charakterlichen Anforderungen und der gegenseitigen Freundschaft befassten. Natürlich ging das mit der Besserung der Sitten nicht von heute auf morgen, aber dass sich studentische Zusammenschlüsse so etwas auf ihre Fahnen schrieben, war neu.

„Bundeslieder sollen einen guten Ton und eine edle Sitte auf der Universität zu erhalten und allen schlechten Bestrebungen und Handlungen, als Unterdrückung Einzelner, Renomistereyen, philistermäßigem Betragen, verderblichen Reden, öffentlichen Ausschweifungen, den Roheiten wie der Überfeinerung entgegen zu wirken suchen.“

## Die Wende in der Studentengeschichte
Diese Wende stellte damals die Geburtsstunde der noch heute existierenden Corps dar und bedeutete einen massiven Einschnitt in der deutschen Studentengeschichte. Denn alle früheren Arten von studentischen Zusammenschlüssen starben in wenigen Jahren aus. Und alle heute existierenden Verbindungen bauten auf dieser Entwicklung auf. Aus den damals entstandenen und in den Constitutionen niedergelegten Ideen entstand das deutsche studentische Verbindungswesen, wie wir es heute kennen.
Trotz aller guten Vorsätze waren aber auch diese neuen Verbindungen von den Behörden nicht gern gesehen, die Existenz musste geheim gehalten werden und so auch die Constitutionen und die SC-Comments, die das Verhältnis der Corps an einem Hochschulort untereinander regelten. 
Manche in der Anfangszeit des 19. Jahrhunderts gegründeten Verbindungen (Corps) halten ihre alten Constitutionen noch heute vertraulich und lesen sie ihren jungen Mitgliedern erst dann vor, wenn diese endgültig als Vollmitglied ins Corps aufgenommen werden (wenn der Fuchs bei der Reception (Corps) zum Corpsburschen wird). Im Regelfall sind die überlieferten historischen Constitutionen vieler Corps als Quellenmaterial von Studentenhistorikern veröffentlicht und der Forschung zugänglich.

## Rekonstitution
Von einer Rekonstitution spricht man im Zusammenhang mit Studentenverbindungen dann, wenn eine aufgrund behördlichen Verbots oder Mitgliedermangels suspendierte Korporation in Anknüpfung an deren Tradition wieder ins Leben gerufen wird. Ein Corps rekonstituiert. Das Reflexivpronomen ist falsch.